# Rolf Cremer
Rolf Cremer (* 20. September 1949 in Bad Honnef) ist ein deutscher Wirtschaftswissenschaftler und ehemaliger Präsident der EBS Universität für Wirtschaft und Recht.

## Leben
Rolf Cremer wurde 1978 in Volkswirtschaftslehre an der TU Darmstadt promoviert. Er ist der Autor von einigen Büchern und Forschungsberichten, welche in Neuseeland, Singapur, Hongkong und Deutschland publiziert wurden. Seine Aufsätze wurden in American Journal of Economics and Sociology, Journal of the Asia Pacific Economy, Jahrbücher für Nationalökonomie und Statistik, Konjunkturpolitik, Wirtschaftspolitische Blätter, The International History Review und Asian Survey veröffentlicht. Seine Forschungsinteressen umfassen ausländische Direktinvestitionen, internationale Kommunikation und internationaler Handel, SME, Personalpolitik und internationales Managerausbildung. Cremer war seit 1999 Professor für Volkswirtschaftslehre, Dekan und Vizepräsident an China Europe International Business School (CEIBS). Zuvor war er Pro Vice-Chancellor am College of Business an der Massey University, New Zealand und Leiter der School of Applied and International Economics an der Massey University. Er ist Honorarprofessor an der Nanchang University und im Kuratorium der Frankfurt School of Finance and Management. Vor seiner Tätigkeit an der Massey University war er Dekan der Faculty of Social Sciences an der University of East Asia, Macau.
Im Mai 2011 wurde Cremer als Präsident der EBS Universität für Wirtschaft und Recht gewählt und wurde damit Nachfolger des wegen vermuteter umstrittener Geschäfte entlassenen Christopher Jahns. Jahns, der Cremer im Jahr 2008 einen Ehrendoktor an der European Business School verliehen hatte, wollte mit Cremer ursprünglich eine Doppelspitze bilden, bis Jahns durch die Untreueaffäre zu Fall kam und Cremer alleine die Führung der Hochschule übernahm.
Am 14. Februar 2012 erklärte Cremer aus gesundheitlichen Gründen seinen Rücktritt vom Amt des Präsidenten der EBS mit Wirkung zum 21. Februar 2013. Sein Vertrag lief bis Mai 2014.